# Robert E. Lane
Robert Edwards Lane (* 19. August 1917 in Philadelphia; † 31. Dezember 2017 in Hamden, Connecticut) war ein US-amerikanischer Politikwissenschaftler, der 1970/71 als Präsident der American Political Science Association (APSA) amtierte. Zu diesem Zeitpunkt war er Professor an der Yale University.
Lane machte den Bachelor-Abschluss 1939 am Harvard College, leistete dann im Zweiten Weltkrieg Militärdienst, machte 1946 das Master-Examen an der Harvard University und wurde dort 1950 zum Ph.D. promoviert. Seit 1948 lehrte er an der Yale University. 1966 wurde Lane in die American Academy of Arts and Sciences gewählt.
Die APSA verleiht seit den 1990er Jahren den Robert E. Lane Award für das beste Buch im Bereich der Politischen Psychologie. Lane selbst erhielt ihn 2001 für sein Werk The Loss of Happiness in Market Democracies.

## Schriften (Auswahl)
- After the end of history. The curious fate of American materialism.  University of Michigan Press, Ann Arbor 2006, ISBN 978-0-47202-417-9.
- The loss of happiness in market democracies. Yale University Press, New Haven 2000, ISBN 978-0-30007-801-5.
- Political ideology. Why the American common man believes what he does. Free Press of Glencoe, New York 1962.
- Political life. Why people get involved in politics. Free Press, Glencoe 1959.